# Domenico Curtoni
Domenico Curtoni (1556 – 1629) è stato un architetto italiano che operò a Verona.

## Biografia
Nipote e allievo di Michele Sanmicheli.
A Verona ha progettato la Gran Guardia, di cui nel 1614 fu ultimato il piano terreno, contraddistinto da una struttura palladiana, da colonne doriche e arcate di impronta classica. Il palazzo poi venne terminato nel 1821.
Inoltre progettò il chiostro maggiore della Chiesa di Sant'Eufemia e la cappella del Rosario a Sant'Anastasia (costruita per celebrare la vittoria nella battaglia di Lepanto).

Gran Guardia in Verona